# Bản quyền phát sóng Giải vô địch bóng đá thế giới 2002
FIFA thông qua một số công ty, đã bán quyền phát sóng của giải vô địch bóng đá thế giới 2002 cho các đài phát thanh sau đây.

## Truyền hình
| Quốc gia | Các đài phát sóng                            | Nguồn                |
| --- | -------------------------------------------- | -------------------- |
| Albania | TVSH                                         |                      |
| Argentina | Canal 7, TyC, América 2, DirecTV             |                      |
| Úc | SBS, Nine Network                            | [ 1 ] [ 2 ]          |
| Áo | ORF, Premiere                                | [ 3 ] [ 4 ]          |
| Bangladesh | BTV                                          |                      |
| Bỉ | Hà Lan: VRT                                  | [ 5 ]                |
| Bỉ | Pháp: RTBF                                   | [ 6 ]                |
| Bolivia | Unitel                                       |                      |
| Bosna và Hercegovina                                                                                           | BHRT                                         |                      |
| Brasil | TV Globo, DirecTV                            |                      |
| Brunei | TV3                                          |                      |
| Bulgaria | BNT                                          |                      |
| Canada | CBC                                          | [ 7 ]                |
| Chile | TVN, Canal 13, DirecTV                       |                      |
| Trung Quốc | CCTV                                         | [ 8 ]                |
| Colombia | Caracol, RCN, DirecTV                        |                      |
| Costa Rica | Repretel                                     |                      |
| Cuba | Tele Rebelde                                 |                      |
| Croatia | HRT                                          | [ 9 ]                |
| Síp | RIK                                          |                      |
| Cộng hòa Séc                                                                                                   | ČT                                           |                      |
| Đan Mạch | DR, TV 2, Canal Digital                      | [ 10 ]               |
| Ecuador | Teleamazonas, RTS                            |                      |
| Estonia | ETV                                          |                      |
| Phần Lan | Yle                                          | [ 11 ]               |
| Pháp | TF1                                          | [ 12 ]               |
| Đức | ARD, ZDF, Premiere                           | [ 13 ]               |
| Hy Lạp | ERT                                          |                      |
| Guatemala | Canal 3, Canal 7                             |                      |
| Honduras | TVC                                          |                      |
| Hồng Kông | ATV, TVB, Cable TV Hong Kong                 |                      |
| Hungary | MTV                                          |                      |
| Ấn Độ | Doordarshan                                  |                      |
| Indonesia | RCTI                                         | [ 14 ]               |
| Iran | IRIB                                         |                      |
| Ireland | RTÉ                                          | [ 15 ]               |
| Israel | Channel 1, Channel 33                        |                      |
| Ý | RAI                                          | [ 16 ]               |
| Nhật Bản | NHK, TV Asahi, Nippon TV, SKY PerfecTV!      | [ 14 ]               |
| Kenya | KTN, KBC                                     |                      |
| Hàn Quốc | KBS, MBC, SBS                                | [ 14 ]               |
| Latvia | LTV, Channel 1                               |                      |
| Litva | BTV                                          |                      |
| Macedonia | MKTV                                         |                      |
| Malaysia | RTM, TV3                                     |                      |
| México | TV Azteca, Televisa, CNI Canal 40 và DirecTV | [ 17 ] [ 18 ] [ 19 ] |
| Trung Đông và Bắc Phi                                                                                          | ART                                          | [ 20 ]               |
| Moldova | TRM                                          |                      |
| Hà Lan | NOS                                          | [ 21 ]               |
| New Zealand | TVNZ, Sky                                    | [ 22 ]               |
| Na Uy | NRK, TV2, Canal Digital                      | [ 23 ]               |
| Pakistan | PTV                                          |                      |
| Panama | Channel 4                                    |                      |
| Paraguay | Channel 9                                    |                      |
| Peru | ATV                                          |                      |
| Philippines | NBN, Net 25, SkyCable                        |                      |
| Ba Lan | TVP, Polsat                                  |                      |
| Bồ Đào Nha | RTP, SportTV                                 | [ 24 ] [ 25 ]        |
| România | RTV                                          |                      |
| Nga | Channel One, VGTRK                           |                      |
| Singapore | StarHub Cable Vision                         | [ 14 ]               |
| Slovakia | STV                                          |                      |
| Slovenia | RTV, Pro Plus                                |                      |
| Nam Phi | e.tv, SuperSport                             | [ 26 ] [ 27 ]        |
| Tây Ban Nha | Antena 3 và Vía Digital                      | [ 28 ] [ 29 ]        |
| Thụy Điển | SVT, TV4                                     | [ 30 ]               |
| Thụy Sĩ | SRG SSR                                      |                      |
| Thái Lan | Channel 9, Channel 11, ITV                   | [ 14 ]               |
| Thổ Nhĩ Kỳ | TRT                                          |                      |
| Ukraina | Inter, ICTV                                  |                      |
| Anh Quốc | BBC, ITV                                     | [ 31 ]               |
| Hoa Kỳ và lãnh thổ - Samoa thuộc Hoa Kỳ - Guam - Quần đảo Bắc Mariana - Puerto Rico - Quần đảo Virgin thuộc Mỹ | Anh: ABC, ESPN và ESPN 2,                    |                      |
| Hoa Kỳ và lãnh thổ - Samoa thuộc Hoa Kỳ - Guam - Quần đảo Bắc Mariana - Puerto Rico - Quần đảo Virgin thuộc Mỹ | Tây Ban Nha: Univision                       |                      |
| Venezuela | Venevisión, RCTV, Meridiano Televisión       |                      |
| Việt Nam | Đất Việt VAC, VTV, HTV                       | [ 14 ] [ 32 ]        |
| Cộng hòa Liên bang Nam Tư                                                                                      | RTS, RTK                                     |                      |